# 杜易
杜易（1924年—1991年），中华人民共和国政治人物、外交官。
1984年，接替胡叔度担任中华人民共和国驻刚果共和国大使。1988年，由吴顺豫接任。